# Nola sumi
Nola sumi är en fjärilsart som beskrevs av Inoue 1956. Nola sumi ingår i släktet Nola och familjen trågspinnare. Inga underarter finns listade i Catalogue of Life.